# Oligarquía
La oligarquía (del griego ὀλιγαρχία (oligarchía); derivado de ὀλίγος (olígos), que significa "poco, escaso, reducido", y ἄρχω (archo), que significa ("mandar, ser el primero") en la ciencia política es una forma de gobierno en la que el poder supremo está en manos de pocas personas, generalmente de la misma clase social. Los escritores políticos de la Antigua Grecia emplearon el término para designar la forma degenerada y negativa de aristocracia (etimológicamente, gobierno de los mejores). Estrictamente, la oligarquía surgirá cuando la sucesión de un sistema aristocrático se perpetúe por transferencia sanguínea o mítica, sin que las cualidades éticas y de dirección de los mejores surjan por mérito propio, contrario a meritocracia donde las jerarquías son conquistadas con base en el mérito —del prefijo mereri ‘ganar, merecer'—, esta definición muy cercana a la de monarquía  y más todavía a la de nobleza.
De acuerdo al Diccionario de la lengua española, en su 23.ª edición, la oligarquía tiene dos definiciones: forma de gobierno en la cual el poder político es ejercido por un grupo minoritario; y grupo reducido de personas que tiene poder e influencia en un determinado sector social, económico y político.
A lo largo de la historia, las oligarquías han sido a menudo tiránicas, confiando en la obediencia pública o la opresión para existir. Aristóteles fue pionero en el uso del término como sinónimo de dominio por los ricos, para el cual otro término comúnmente utilizado hoy en día es la plutocracia.
Especialmente durante el siglo IV a. C., después de la restauración de la democracia de los golpes oligárquicos, los atenienses utilizaron el sorteo para seleccionar a los oficiales del gobierno para contrarrestar lo que los atenienses consideraban una tendencia hacia la oligarquía en el gobierno si se permitía a una clase gobernante profesional utilizar sus habilidades para su propio beneficio. Ellos sacaron suertes de grandes grupos de voluntarios adultos que escogieron la técnica de selección para los funcionarios públicos que desempeñaban funciones judiciales, ejecutivas y administrativas. Incluso usaron muchos puestos, como jueces y jurados en las cortes políticas, que tenían el poder de gobernar la Asamblea.

## Historia
Los gobiernos oligárquicos, y la oligarquía como tal, tienen una historia muy antigua, casi desde el comienzo de las estructuraciones sociales de los primeros seres humanos. Aunque como tal se ha usado para adjetivar diversos sistemas sociales, sin que este apelativo fuera más allá de una calificación del sistema político.
Escritores políticos de la Antigua Grecia como Platón ya citan en su época gobiernos oligarcas como el de los Treinta Tiranos gobernantes en la propia Atenas del filósofo. El sistema oligárquico gobernante tras la democracia, fue derrocado para volver a implantarla en la Atenas de la época. El comercio internacional y el enriquecimiento demasiado concentrado hacen surgir una oligarquía (como fue el caso de la familia Médici de Florencia).
Estos esquemas sociales oligárquicos se han dado a lo largo de la historia en multitud de civilizaciones. En general obviamente evidenciado en la Europa de la antigüedad y más recientemente en civilizaciones africanas y amerindias, en las cuales los dirigentes del pueblo solían ser consejos de sabios ancianos.
Dice Natalio Botana que la palabra oligarquía puede tener el significado de "una categoría social dominante en la que no se pondera ningún componente específico" o sino, el de una clase social que "subraya la dimensión económica". También puede usarse como indicador de la corrupción histórica de un patriciado o para describir una "clase gobernante, consciente y unida con respecto a un propósito nacional" o bien para "reflejar el carácter de un grupo de notables, en el sentido tradicional del término, cuyo ambiente natural es el club y su método de acción el acuerdo".

## Estados Unidos

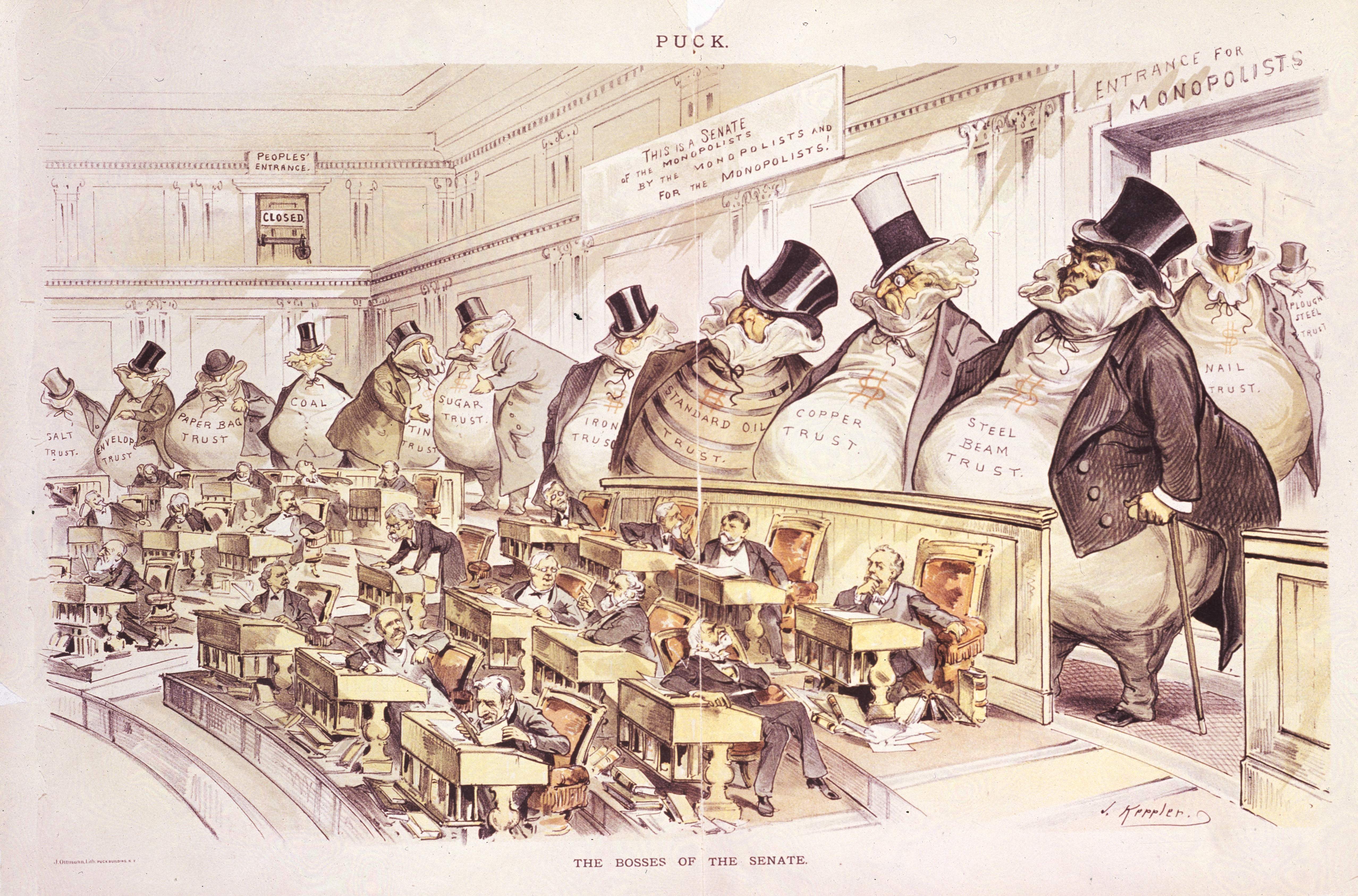
Los jefes del Senado, intereses corporativos como gigantescas bolsas de dinero que se ciernen sobre el senadores.

Algunos autores contemporáneos han caracterizado las condiciones de Estados Unidos en el siglo XXI como de naturaleza oligárquica. El economista Simon Johnson escribió en 2009 que "el resurgimiento de una oligarquía financiera estadounidense es bastante reciente", una estructura que delineó como la "más avanzada" del mundo. Jeffrey A. Winters escribió que "la oligarquía y la democracia operan dentro de un mismo sistema, y la política estadounidense es una muestra diaria de su interacción"  El 1% de la población más rica de EE. por riqueza en 2007 tenía una mayor proporción de ingresos totales que en cualquier otro momento desde 1928. En 2011, según PolitiFact y otros, los 400 estadounidenses más ricos "tienen más riqueza que la mitad de todos los estadounidenses juntos. "
En 1998, Bob Herbert del The New York Times se refirió a los plutócratas estadounidenses modernos como "La clase donante" (lista de los principales donantes) y definió la clase, por primera vez, como "un grupo minúsculo -apenas un cuarto del 1% de la población- y no es representativo del resto de la nación. Pero su dinero compra mucho acceso"
El economista francés Thomas Piketty afirma en su libro de 2013, El capital en el siglo XXI, que "el riesgo de una deriva hacia la oligarquía es real y da pocos motivos para el optimismo sobre el rumbo de Estados Unidos"
Un estudio de 2014 realizado por los politólogos Martin Gilens, de la Universidad de Princeton, y Benjamin Page, de la Universidad de Northwestern, afirmaba que "las mayorías del público estadounidense tienen en realidad poca influencia sobre las políticas que adopta nuestro gobierno"  El estudio analizó cerca de 1.800 políticas promulgadas por el gobierno de EE. UU. entre 1981 y 2002 y las comparó con las preferencias expresadas por el público estadounidense en contraposición a los estadounidenses ricos y los grandes grupos de interés especial. Descubrió que las personas adineradas y las organizaciones que representan intereses empresariales tienen una influencia política considerable, mientras que los ciudadanos medios y los grupos de interés de masas tienen poca o ninguna. El estudio sí reconocía que "los estadounidenses sí disfrutan de muchas características centrales para la gobernanza democrática, como elecciones regulares, libertad de expresión y asociación, y una extendida (si aún se discute) franquicia". Gilens y Page no caracterizan a EE. UU. como una "oligarquía" per se; sin embargo, aplican el concepto de "oligarquía civil" utilizado por Jeffrey Winters con respecto a EE. UU.. Winters ha planteado una teoría comparativa de la "oligarquía" en la que los ciudadanos más ricos -incluso en una "oligarquía civil" como la de Estados Unidos- dominan la política relativa a cuestiones cruciales de protección de la riqueza y los ingresos.
Gilens afirma que los ciudadanos medios solo consiguen lo que quieren si los estadounidenses ricos y los grupos de interés orientados a los negocios también lo quieren; y que cuando se aplica una política favorecida por la mayoría del público estadounidense, suele ser porque las élites económicas no se opusieron a ella. Otros estudios han criticado el estudio de Page y Gilens. Page y Gilens han defendido su estudio de las críticas.
En una entrevista de 2015, el expresidente Jimmy Carter declaró que Estados Unidos es ahora "una oligarquía con sobornos políticos ilimitados" debido a la sentencia Citizens United v. FEC que eliminó efectivamente los límites a las donaciones a los candidatos políticos (con un fallo a favor de la formación que presentó la demanda, Citizens United,). Wall Street gastó la cifra récord de 2.000 millones de dólares tratando de influir en las elecciones presidenciales de 2016 en Estados Unidos.